# Madamangala, Malur
Madamangala là một làng thuộc tehsil Malur, huyện Kolar, bang Karnataka, Ấn Độ.